# غل مرز نيك (أختاتشي محالي)
غل مرز نیك (بالفارسية: گل‌مرزنیک) هي قرية تقع في إيران في أذربيجان الغربية. يقدر عدد سكانها بـ 431 نسمة بحسب إحصاء 2016.